# Valerie Docherty
Pour les articles homonymes, voir Docherty.
Valerie Elaine Docherty (née le 25 juin 1963) est une femme politique canadienne. Elle représente la circonscription de Kellys Cross-Cumberland à l'Assemblée législative de l'Île-du-Prince-Édouard de l'élection générale du 28 mai 2007 jusqu'à ce qu'elle fut défaite par le chef du Parti vert Peter Bevan-Baker lors de l'élection générale du lundi 4 mai 2015.